# Tlacopán
Tlacopán (klasický nahuatl Tlacōpan), nazývaný také Tacuba, byl předkolumbovským mezoamerickým městským státem na západním břehu jezera Texcoco v místě sousedícím s Tacubou dnešního Ciudad de México. Tlacomatzinem založený Tlacopán bylo městským státem a královstvím Tepaneků podřízené nedalekému Azcapotzalcu. Nedaleko Tlacopánu se nacházelo město Tiliuhcan. Jeho sousedy byly také městské státy Tenochtitlán a Texcoco, se kterými později tvořil jádro Trojspolku (Aztécké říše). K tomu došlo právě po dobytí Azcapotzalca, na kterém se Tlacopán podílel spolu Tenochtitlánem a Texcocem. V trojspolku dosáhl Tlacopán vedle dvou svých mocnějších spojenců nižšího postavení coby v pořadí třetího města, a tak dostával pouze pětinu ze získané kořisti ze společných vojenských tažení.
Trojspolek zanikl roku 1521, kdy bylo pod vedením Hernána Cortése celé Mexiko dobyto Španěly s pomocí domorodých spojenců. V průběhu staletí se moderní Ciudad de México rozšířilo i na místo, kde stával někdejší Tlacopán, v blízkosti Tacuby městské části Miguel Hidalgo.